# Spencer O'Brien
Spencer O'Brien (2 febbraio 1988) è una snowboarder canadese.

## Biografia
Specialista di halfpipe e slopestyle, ha esordito in Coppa del Mondo l'11 gennaio 2013 a Copper Mountain, negli Stati Uniti.
È campionessa del mondo in carica nello slopestyle.

## Palmarès

### Mondiali
- 1 medaglia:
  - 1 oro (slopestyle a Stoneham 2013).

### Coppa del Mondo
- Miglior piazzamento in Coppa del Mondo di snowboard freestyle: 46ª nel 2013.
- Miglior piazzamento nella Coppa del Mondo di slopestyle: 16ª nel 2013.